# Дженесіо (Іллінойс)
Дженесіо (англ. Geneseo) — місто (англ. city) в США, в окрузі Генрі штату Іллінойс. Населення — 6539 осіб (2020).

## Географія
Дженесіо розташоване за координатами 41°27′0″ пн. ш. 90°9′13″ зх. д. / 41.45000° пн. ш. 90.15361° зх. д. (41.449954, -90.153474).  За даними Бюро перепису населення США в 2010 році місто мало площу 11,38 км², з яких 11,36 км² — суходіл та 0,02 км² — водойми. В 2017 році площа становила 12,03 км², з яких 12,01 км² — суходіл та 0,02 км² — водойми.

## Демографія
Згідно з переписом 2010 року, у місті мешкало 6586 осіб у 2839 домогосподарствах у складі 1854 родин. Густота населення становила 579 осіб/км².  Було 3039 помешкань (267/км²).
Расовий склад населення:
| - 97,8 % — білих - 0,4 % — азіатів - 0,3 % — чорних або афроамериканців - 0,2 % — корінних американців |

До двох чи більше рас належало 1,0 %. Частка іспаномовних становила 2,1 % від усіх жителів.
За віковим діапазоном населення розподілялося таким чином: 23,3 % — особи молодші 18 років, 55,1 % — особи у віці 18—64 років, 21,6 % — особи у віці 65 років та старші. Медіана віку мешканця становила 44,1 року. На 100 осіб жіночої статі у місті припадало 89,4 чоловіків;  на 100 жінок у віці від 18 років та старших — 85,1 чоловіків також старших 18 років.
Середній дохід на одне домашнє господарство  становив 79 796 доларів США (медіана — 58 382), а середній дохід на одну сім'ю — 99 317 доларів (медіана — 69 706). Медіана доходів становила 52 606 доларів для чоловіків та 30 074 долари для жінок. За межею бідності перебувало 7,6 % осіб, у тому числі 7,5 % дітей у віці до 18 років та 9,0 % осіб у віці 65 років та старших.
Цивільне працевлаштоване населення становило 3027 осіб. Основні галузі зайнятості: освіта, охорона здоров'я та соціальна допомога — 23,2 %, виробництво — 12,7 %, мистецтво, розваги та відпочинок — 10,2 %, роздрібна торгівля — 8,1 %.